# Volo di notte (film)
Volo di notte (Night Flight) è un film drammatico statunitense del 1933 diretto da Clarence Brown.
Il film è basato sul romanzo omonimo del 1931 scritto dall'aviatore Antoine de Saint-Exupéry.